# Королевское общество Таиланда
Королевское общество Таиланда (тайск. ราชบัณฑิตยสภา Ratchabandittayasapha [râːt.t͡ɕʰā.bān.dìt.tā.jáʔ.sā.pʰāː]), ранее Королевское общество Сиама, — государственная академия наук Королевства Таиланд. 
Орган является независимым агентством в подчинении премьер-министра. Было основано 19 апреля 1926 года. Годовой бюджет в 2019 году составил 192,2 млн тайских бат.
Королевское общество известно своей ролью в регулировании и планировании тайского языка. Оно составило и опубликовало Словарь Королевского института, официальный словарь тайского языка, а также Королевскую тайскую общую систему транскрипции, официальную систему романизации тайских слов. 

## История
Королевское общество Сиама было основано 19 апреля 1926 года королём Прачадипок. Академия была распущена 31 марта 1934 года. Академические отделы вошли в состав Королевского института Таиланда, а археологические — в Департамент изящных искусств Таиланда.
Согласно закону о Королевском институте 1934 года, вступившем в силу 24 апреля 1934 года, институт являлся субъектом права, спонсируемым Правительством Таиланда, был подчинён премьер-министру. Закон возлагал на институт три основные обязанности: проводить исследования во всех областях и публиковать их результаты на общее благо нации, обмениваться знаниями с зарубежными академическими учреждениями, а также предоставлять академические заключения правительству и государственным органам. Согласно закону, члены института выбирались самим институтом и назначались монархом по согласованию с Советом министров и Палатой представителей.
1 апреля 1942 года вступил в силу Закон о Королевском институте 1942 года. Закон изменил статус института с субъекта права на общественную организацию и наделил премьер-министра правом непосредственного руководства институтом. Закон также изменил метод отбора членов института — они отбирались премьер-министром и назначались монархом.
31 декабря 1944 года вступил в силу Закон о Королевском институте (№ 2) 1944 года. Он вновь изменил статус института и метод отбора членов. Институт стал самостоятельным органом, которым руководил премьер-министр, а его члены отбирались самим институтом и назначались монархом по рекомендации премьер-министра.
12 марта 1952 года вступил в силу Закон об административной реорганизации 1952 года. Он изменил руководителя института с Премьер-министра на Министра культуры. В 1958 году Общество стало подчиняться не Министру культуры, а Министру образования.
29 сентября 1972 года фельдмаршал Таном Киттикачон, лидер Революционного совета, издал объявление № 216, которое в очередной раз изменило статус института. Согласно этому объявлению, общество стало правительственным органом, который не подчинялся никакому другому ведомству и которым непосредственно руководил Министр образования.